# Рейес, Исмаэль
Армандо Исмаэль Рейес Абелья (исп. Armando Ismael Reyes Abella; 17 июня 1996 года, Минга-Гуасу) — парагвайский футболист, играющий на позиции нападающего. Ныне выступает за парагвайский клуб «Гуарани».

## Клубная карьера
Исмаэль Рейес начинал свою карьеру футболиста в парагвайском «Гуарани». 21 мая 2017 года он дебютировал в парагвайской Примере, выйдя на замену в гостевой игре с асунсьонским «Индепендьенте». 27 августа того же года Рейес забил свой первый гол на высшем уровне, ставший победным в домашнем поединке с асунсьонским «Насьоналем».